# Procystiphora coloradensis
Procystiphora coloradensis är en tvåvingeart som beskrevs av Ephraim Porter Felt 1915. Procystiphora coloradensis ingår i släktet Procystiphora och familjen gallmyggor.
Artens utbredningsområde är Colorado. Inga underarter finns listade i Catalogue of Life.